# マハマドゥ・スソホ
マハマドゥ・スソホ・シソホ（英語: Mahamadou Susoho Sissoho、2005年1月20日 - ）は、スペイン・グラノリェース出身のサッカー選手。ピーターバラ・ユナイテッドFC所属。ポジションはMF。

## クラブ歴
CAバジェスでサッカーを始め、2013年にRCDエスパニョールの下部組織に加入、2017年にマンチェスター・シティ EDSに移籍した。2022年7月にプロ契約を締結した。2023-24シーズンにU-21チームでEFLトロフィーに出場した。
2023年12月13日に行われたUEFAチャンピオンズリーグ 2023-24 グループステージ・ツルヴェナ・ズヴェズダ戦でベンチ入りを果たすと、後半にマテオ・コヴァチッチとの交代で途中出場し選手初出場を記録した。同月にはFIFAクラブワールドカップ2023のメンバーにも選出され、サウジアラビアへと渡ったが出場機会はなかった。
2024年8月6日、ピーターバラ・ユナイテッドFCにレンタル移籍した。

## 代表歴
2021年にイングランドU-16代表として年代別代表初出場を記録したが、同年にスペインU-17代表に鞍替えした。翌年にスペイン代表としてUEFA U-17欧州選手権2022に参加した。

## プレースタイル
高い技術を持ち合わせているボランチである。

## 私生活
生まれはスペインだが、両親はともにガンビア人である。11歳の時にイングランドに移住した。また、カタルーニャ語に堪能である。